# Альтузий, Иоганн
Иоганн Альтузий (нем. Johannes Althusius; 1557, Бад-Берлебург, графство Сайн-Витгенштейн-Берлебург ‒ 12 августа 1638, Эмден, Нижняя Саксония) — немецкий юрист, политический мыслитель, теоретик государства и права, педагог, один из основоположников буржуазной теории естественного права и концепции общественного договора.

## Биография
Альтузий родился в 1557 году в семье небогатой семье в Диденсхаузене, округ Сайн-Витгенштейн (Siegen-Wittgenstein), кальвинист. Изучал право, философию, логику и теологию в Базельском университете. В 1586 году, после окончания учёбы, стал первым профессором права в протестантско-кальвинистской академии Херборна (1586—1604). С 1592 по 1596 год преподавал в Кальвинистской академии в Бургштайнфурте (Вестфалия).
С 1604 года — бургомистр, городской синдик, в 1627 году — старшина кальвинистской консистории северогерманского города Эмдена.
Видный теоретик Реформации в период нидерландской буржуазной революции XVI века. Принимал активное участие в борьбе Эмдена с графом Восточной Фрисландии Энно III.

## Идеи
Развивал учение о том, что люди могут объединяться в зависимости от побуждений и потребностей, результатом чего может быть договор. Народ — это «тело, представляющее собой сожительство индивидов» (лат. corpus symbioticum); он имеет все суверенные права также и по отношению к зависящему от его воли правительству; правительство, по Альтузию, должно осуществлять в первую очередь административную деятельность в государстве, являющемся «универсальным общественным объединением» (лат. universalis publica consociatio), наряду с которым, однако, существуют и осуществляют свои жизненно необходимые права семья, сословие, муниципалитет, провинция и проч. Задача политики — осуществление естественного нравственного закона и воли божией.
В главном труде «Политика» (Politica…, 1603), исходя из теории естественного права. которую он строил на принципах кальвинистской теологии, Альтузий развивал идею народного суверенитета, в соответствии с которой народ имеет право свергать и казнить государей, простых исполнителей его воли (в этом Альтузий был близок к монархомахам). В своих трудах выражал идеи раннего развития федерализма в XVI—XVII веках и построения субсидиарности.
Его «Политику» критиковал Гуго Гроций за то, что она защищала местные автономии от подъема территориального абсолютизма и сторонников современного унитарного национального государства.

## Избранные труды
- «Politica Methodice Digesta, Atque Exemplis Sacris et Profanis Illustrata» (1603)
- «Dicaeologicae» (1617)